# Sukasirna (Campaka Mulya)
Sukasirna is een bestuurslaag in het regentschap Cianjur van de provincie West-Java, Indonesië. Sukasirna telt 4352 inwoners (volkstelling 2010).